# Cloniella praedatoria
Cloniella praedatoria är en insektsart som först beskrevs av William Lucas Distant 1892.  Cloniella praedatoria ingår i släktet Cloniella och familjen vårtbitare. Inga underarter finns listade i Catalogue of Life.